# Новий Світ (Феодосійський район)
Нови́й Світ або Яни́ Дюнья́ (крим. Novıy Svit, Yañı Dünya) — селище в Україні, у складі Феодосійського району Автономної Республіки Крим.

## Опис
Розташоване у південно-східній частині Кримського півострова, на березі Чорного моря, неподалік від міста Судак, у районі Зеленої бухти, з трьох сторін оточеної горами.
Знаходиться за 112 км від Сімферополя та за 62 км від залізничної станції Феодосія.
Площа селища 0,786 км2, за переписом населення 2001 року у ньому проживали 1056 осіб (складає 83,3 % до 1989); станом на 1 січня 2014—1117 осіб; переважно росіяни й українці.
Є загальноосвітня школа, дитсадок; клуб, бібліотекарка; фельдшерсько-акушерський пункт; пансіонат «Новий Світ», санаторій-профілакторій «Політ», база відпочинку «Новий Світ». Збереглися залишки боспорської фортеці та середньовічних печерних монастирів; 2 палаци князя Л. Голицина — т. зв. Башти (дім для гостей, 1879) і Великий будинок (1880; у 1978 заснований музей).
У 2012 році освячено церкву святителя Луки.

## Історія
Поблизу селища досліджено поселення доби бронзи та раннього залізного віку.
Вперше згадується 1864 році у «Списке населенных мест Российской империи» як село Феодосійського повіту Таврійської губернії.
До 1860-х років цю місцевість називали Парадиз (Рай).
У 1878 році тут придбав маєток російський князь Л. Голицин, який створив дослідно-виробне господарство (нині «Новий Світ» Завод шампанських вин). У 1912 році до приїзду імператора Ніколая II вздовж берегової лінії прорубано гірську «стежку Голицина» (5470 м).
У 1921—1962 та 1979—1991 селище було у складі Судацького району, у 1962–65 — Алуштинського району; у 1965—1979 — Феодосійської, з 1991—2023 — Судацької міськради, з 2023 року — у складі Феодосійського району АРК.
Від 1978 — смт.
У 1979 році в селищі мешкали 730 осіб.
У березні 2014 у складі АР Крим окуповано РФ.
З 2023 року має статус селища.

## Населення

### Мова
Розподіл населення за рідною мовою за даними перепису 2001 року:
| Мова                | Відсоток |
| ------------------- | -------- |
| російська           | 92,86 %  |
| українська          | 5,86 %   |
| кримськотатарська   | 0,09 %   |
| інші/не визначилися | 1,28 %   |

## Пам'ятки

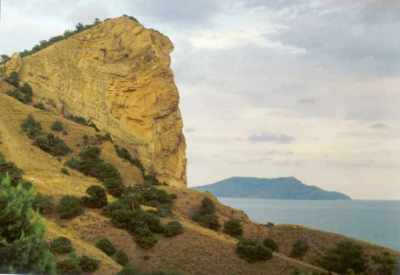
Миси Орел і Меганом

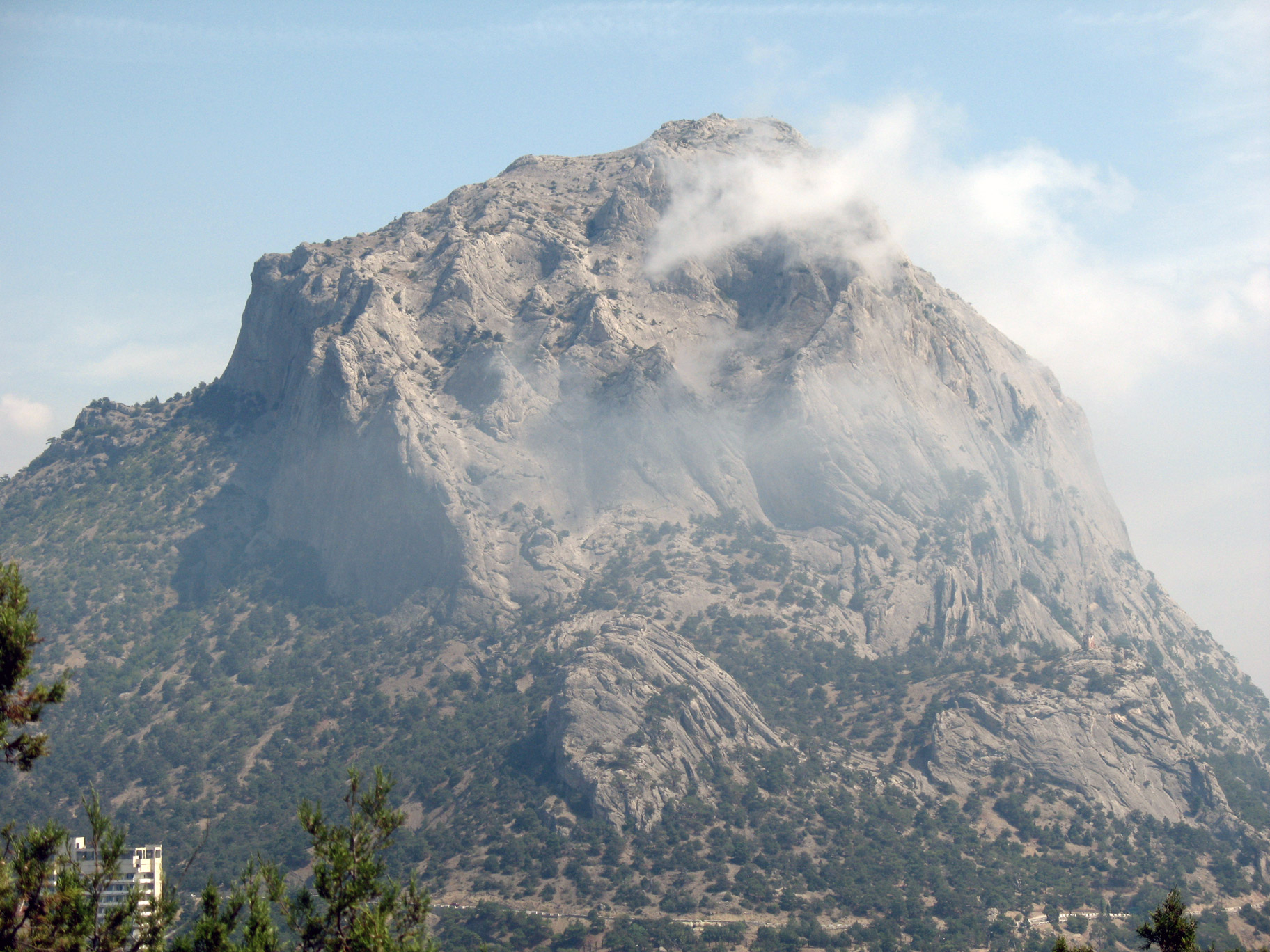
Гора Сокіл, вид з селища Новий світ

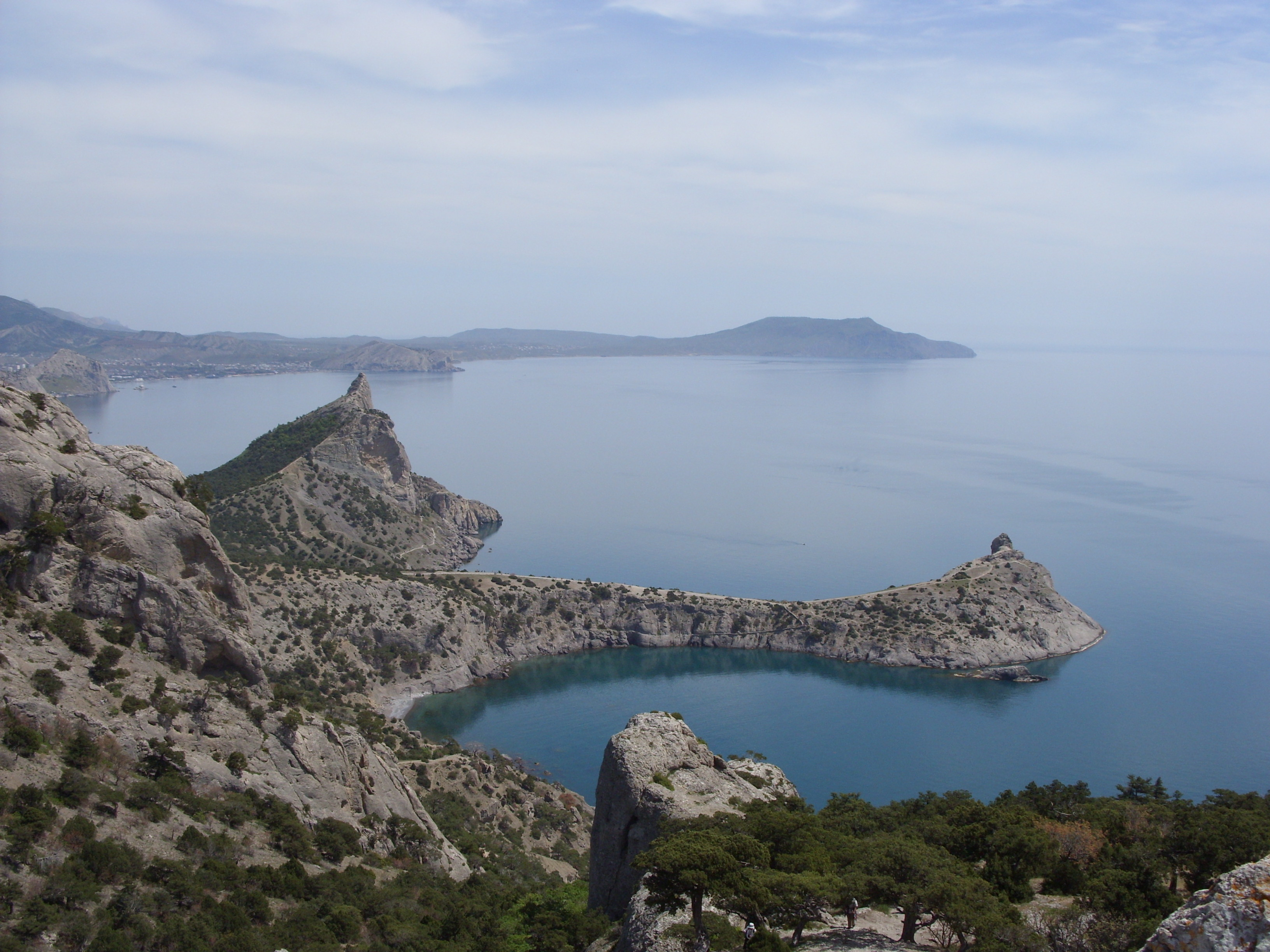
Блакитна бухта

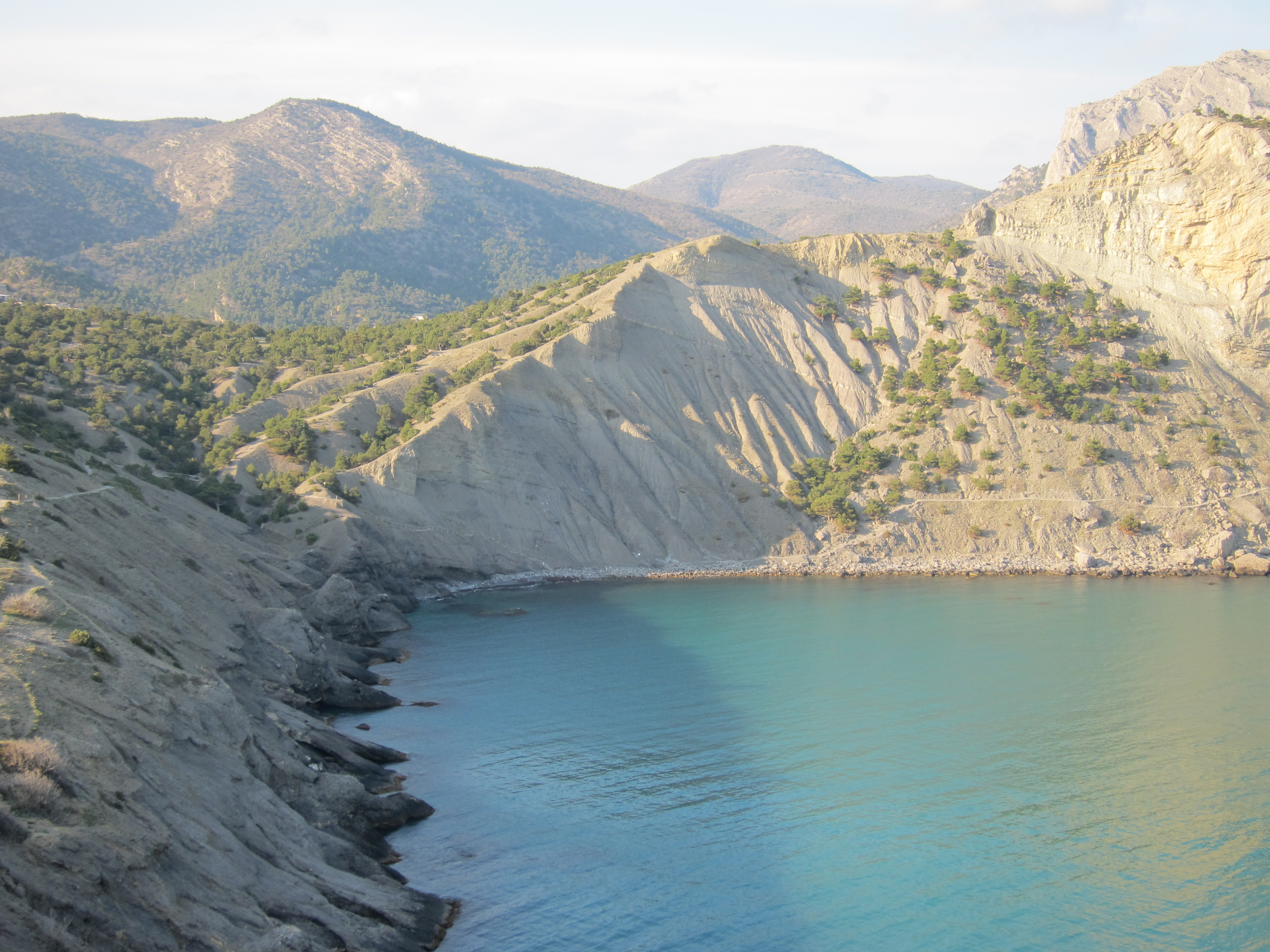
Синя бухта

- Гора Орел (Коба-Кая), у надрах якої прорубано 7 км штолен, де складується шампанське. Стежка, прорубана за князя Голіцина, огинає місцеві бухти. Прогулянка по ній — обов'язковий ритуал.
- Грот Шаляпіна. До революції тут були столики, крісла, досі збереглися камінні арки — сховища для шампанського. Тут провадилися концерти (за легендою в цьому гроті нібито співав Шаляпін, звідки і пішла назва), зараз ця традиція відроджується, як раніше — з шампанським і розкішним феєрверком!
- Синя бухта, інша назва — Розбійнича. В старовину, ще з часів таврів і елінів, тут ховались судна піратів. Це глибока бухта з маленьким пляжем, на якому купаються хіба що екскурсанти, що втомились на прогулянці по стежці Голіцина. Є симпатичний пляж на виході з бухти, але туди ще потрібно зуміти добратись.
- Ялівцевий гай. Новий Світ оточують сосново-ялівцеві ліси, які неможливо зустріти в інших куточках Криму. Саме тому ці ліси є ботанічним заказником, і діяльність людини тут досить обмежено. Наприклад, щоб пройти на Царський пляж, доведеться заплатити кілька гривен службі заказника й дотримуватися встановлених умов: не розпалювати багаття, не смітити, не ставити наметів.
- Блакитна бухта, відоміша як Царська. Тут знаходиться знаменитий Царський пляж. Зараз це заповідна зона, тому помилуватися нею можна тільки з екскурсійного катера.
- Гора Сокіл височіє зі сходу над Новим Світом. Це абсолютно унікальна гора, тому що насправді це стародавній кораловий риф, який десятки мільйонів років ховався в безодні. Внаслідок непідвладних уяві катаклізмів він піднявся з морських глибин, нахилився, і конуси, що увінчували раніше цю скелю, опинилися на схилах, звернених до Нового Світу. Щовечора захід сонця розмальовує ці конуси червоним кольором — видовище, до якого неможливо звикнути.
- Завод шампанських вин, якому в 2003 році виповнилося 125 років. Тут випускається безліч марок шампанського, регулярно провадяться екскурсії й дегустації для туристів.

## Галерея

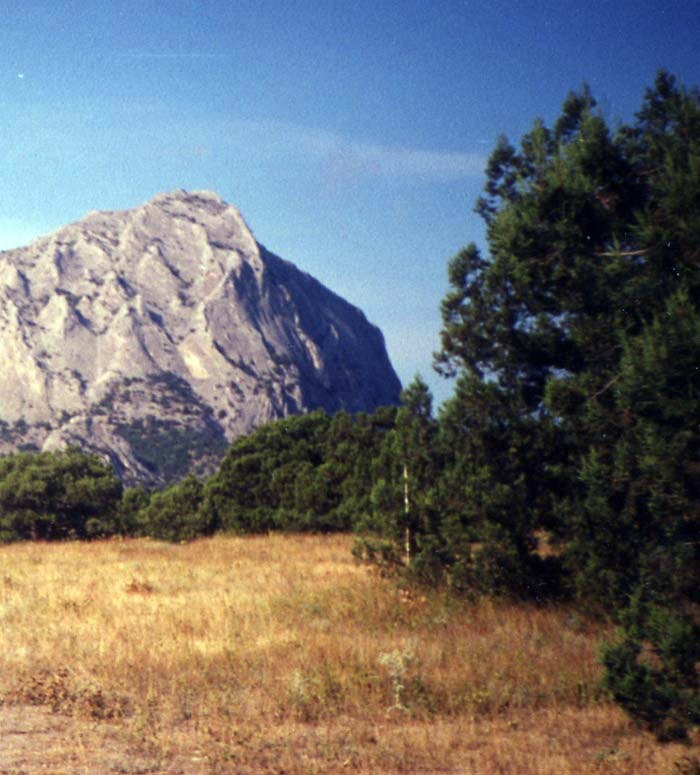
Ялівцевий ліс
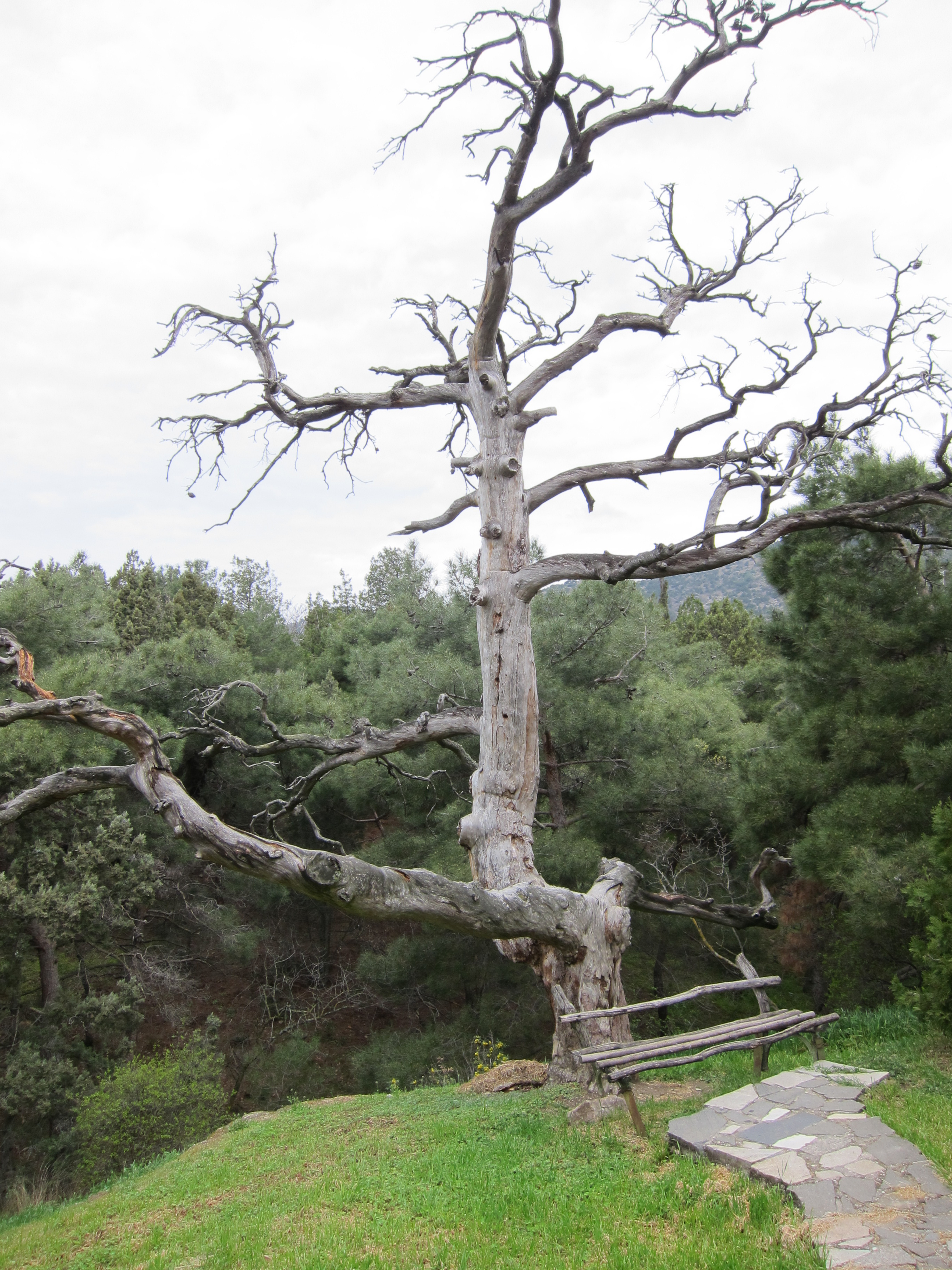
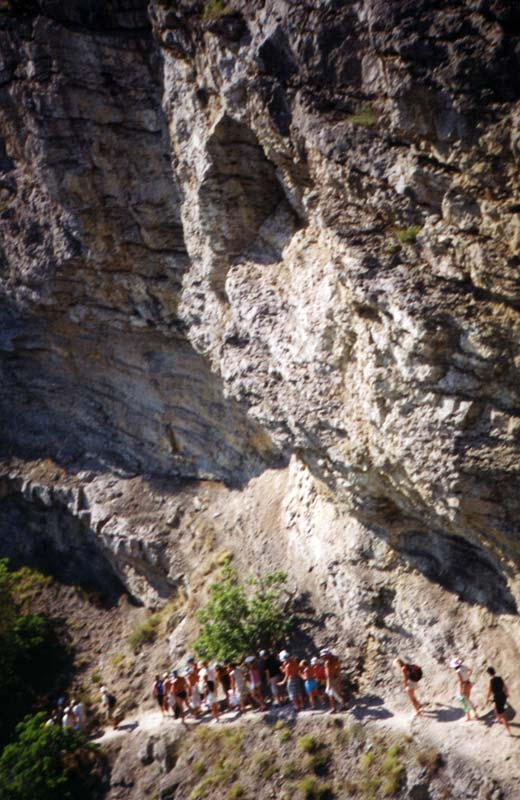
Голіцинська стежка
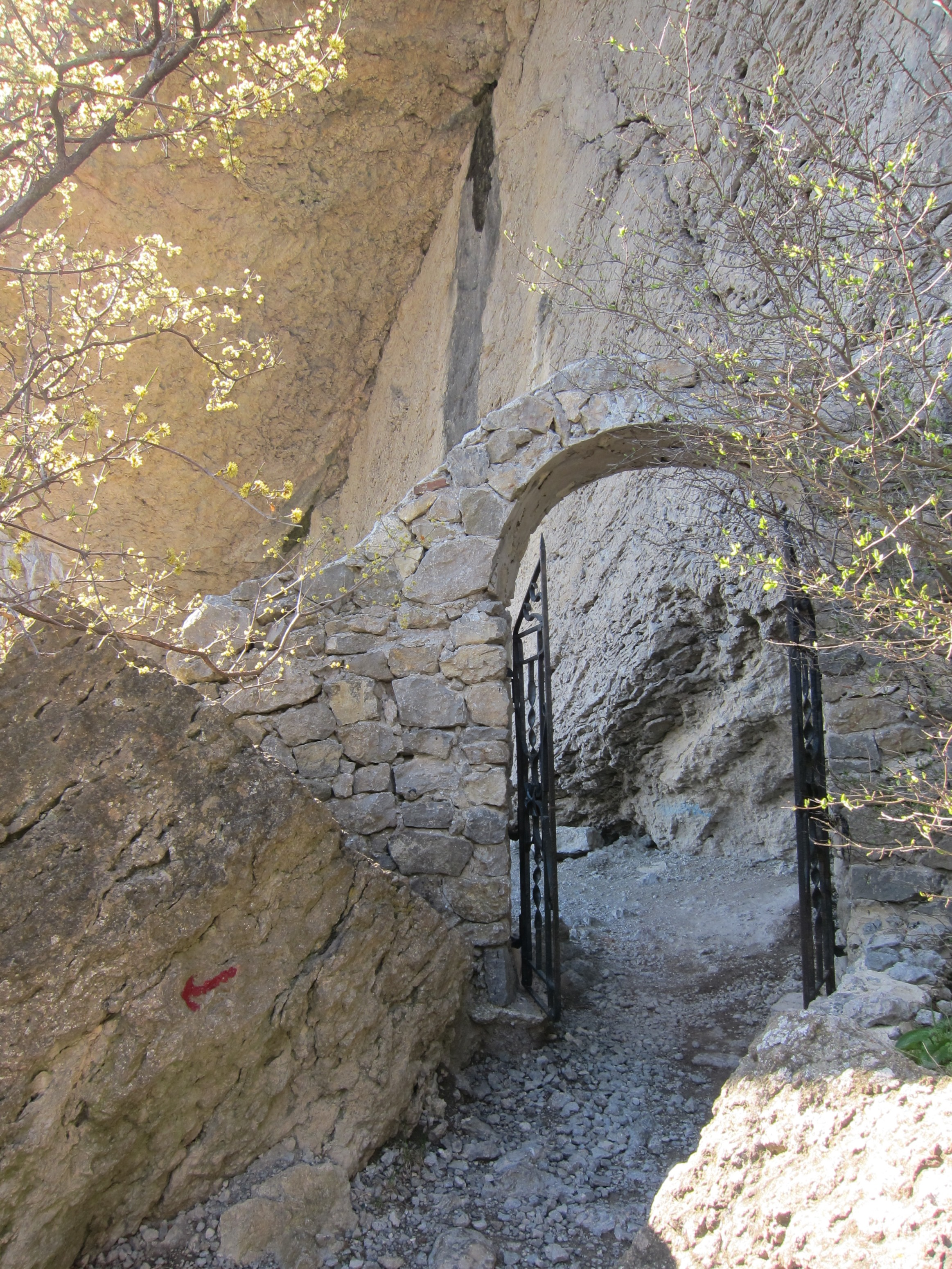
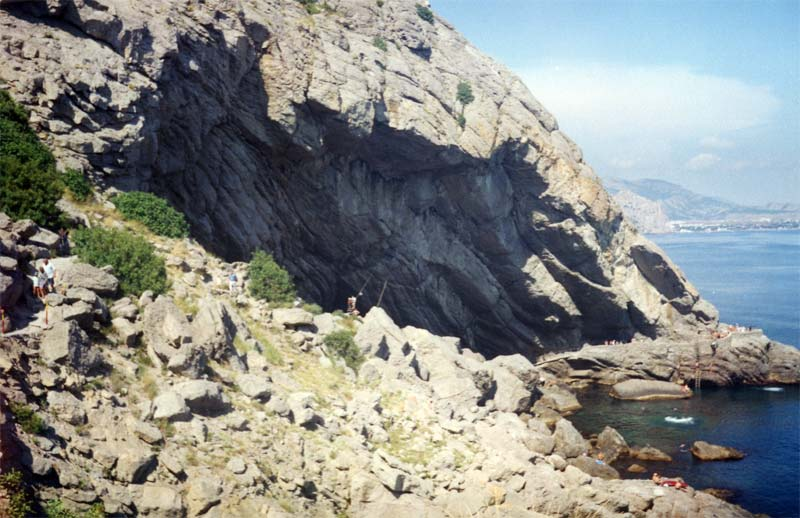
Грот Шаляпіна
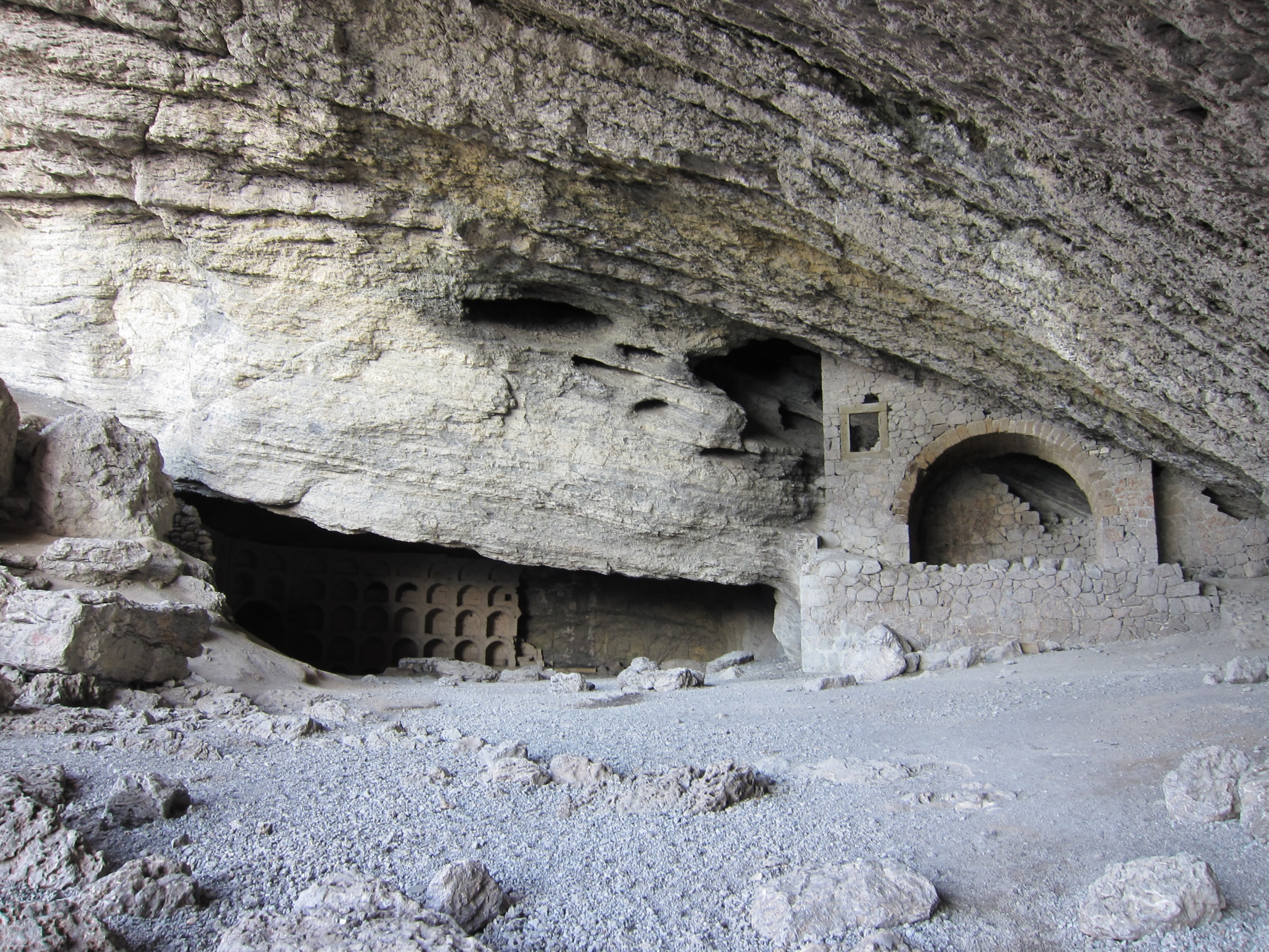
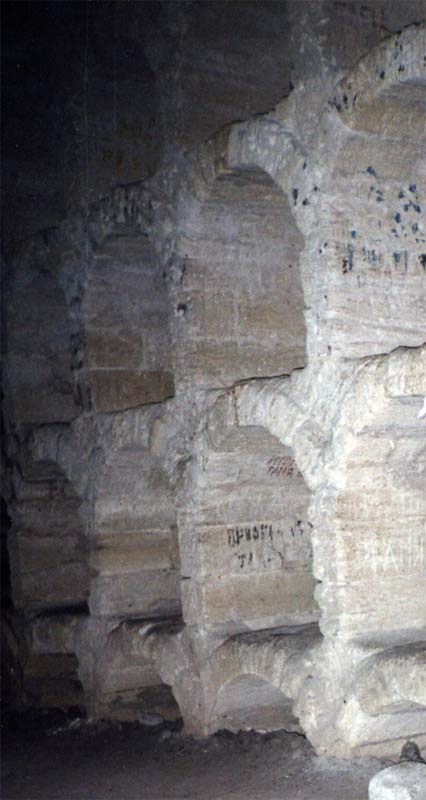
Сховище для вина у гроті Шаляпіна
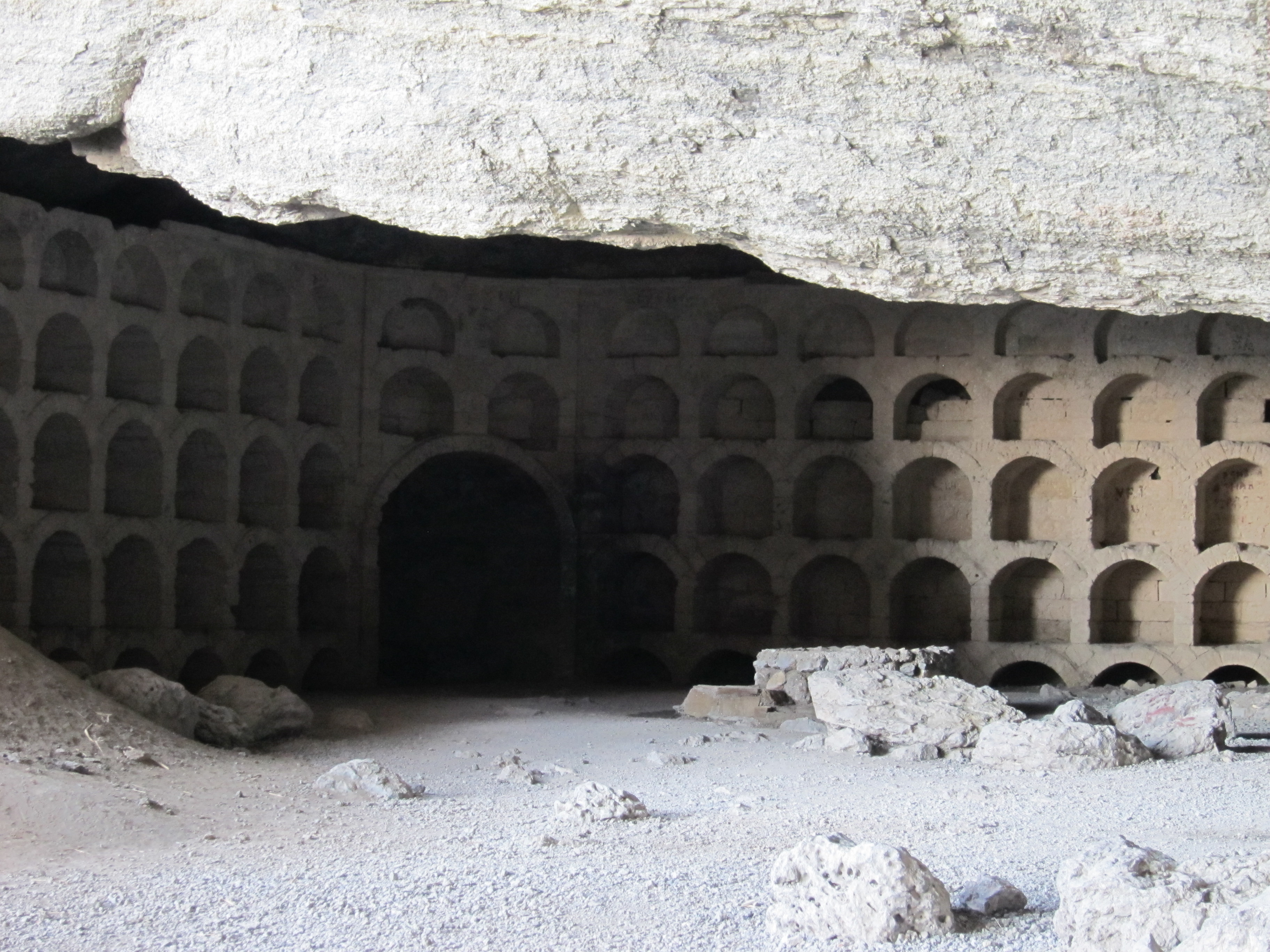
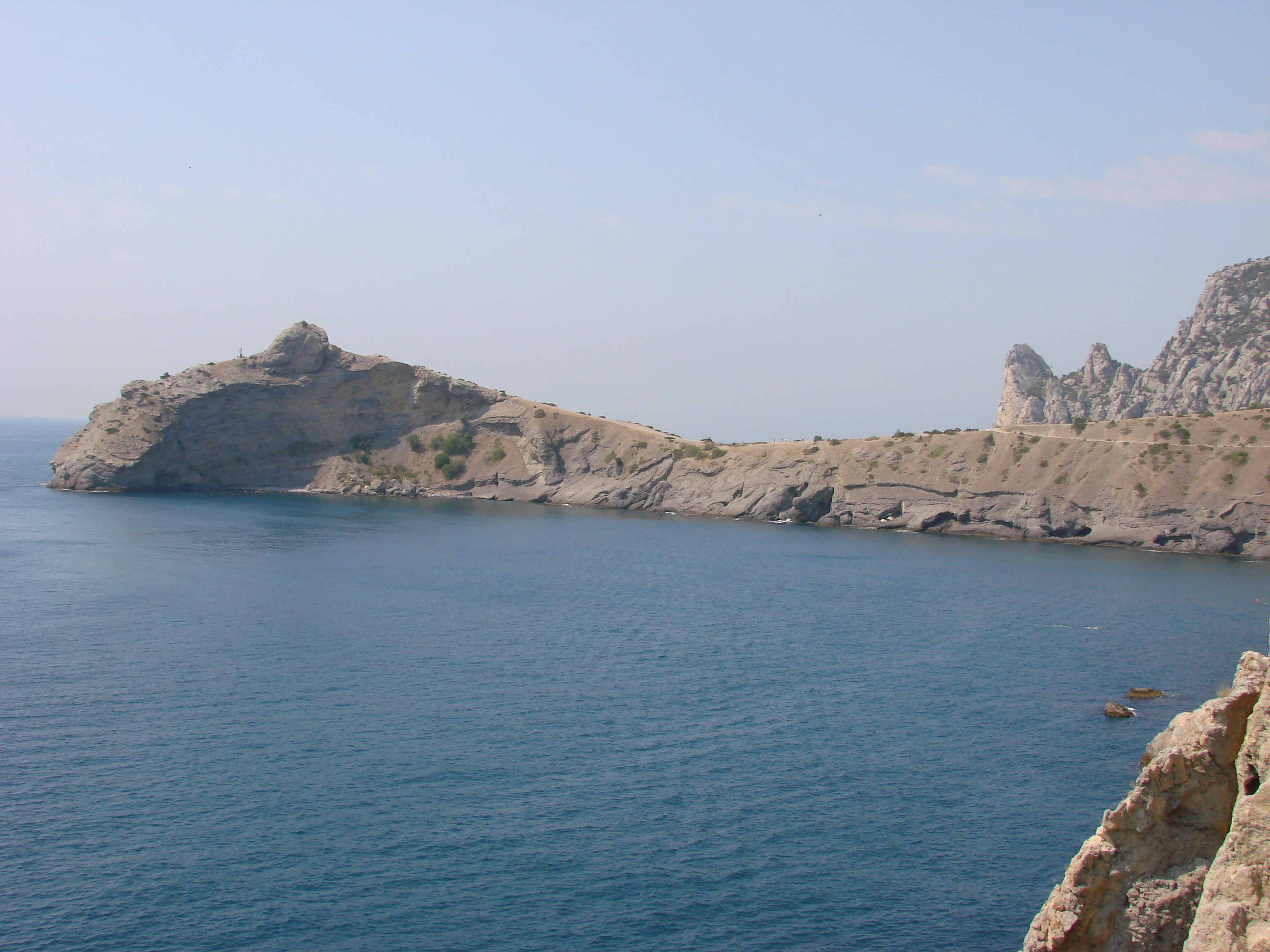
Мис Капчик і Синя бухта
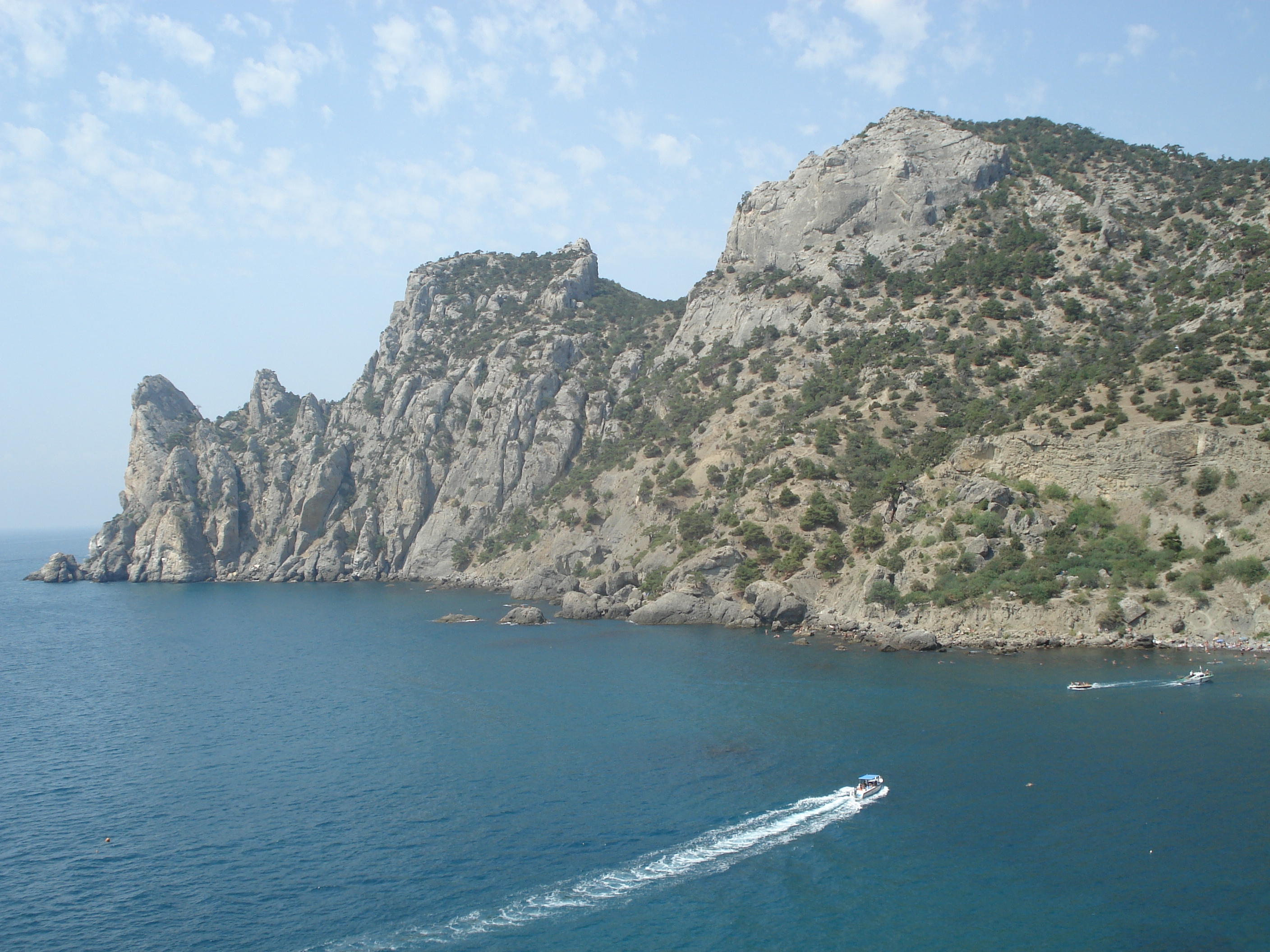
Караул-Оба і Блакитна бухта
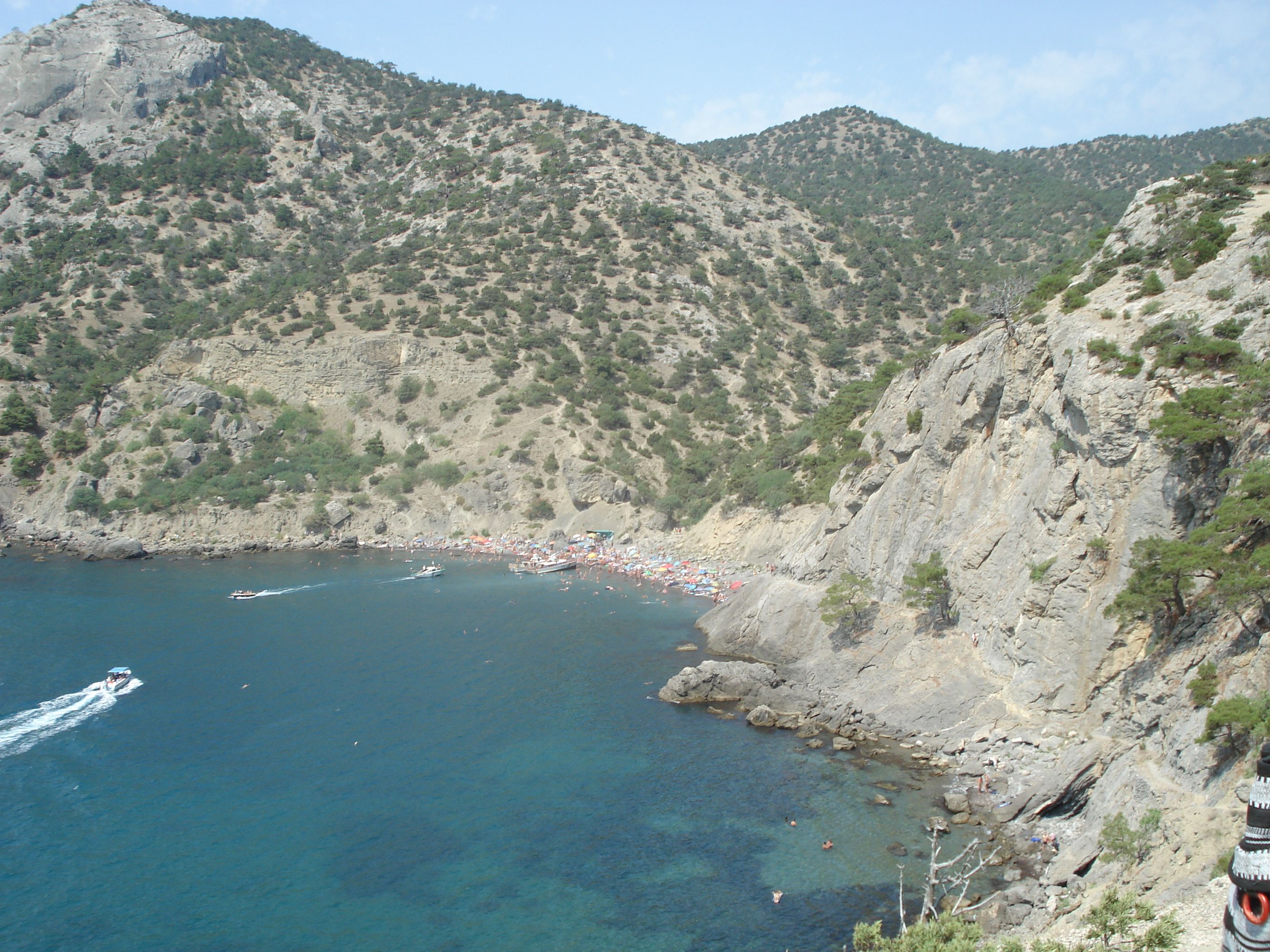
Царський пляж і Блакитна бухта
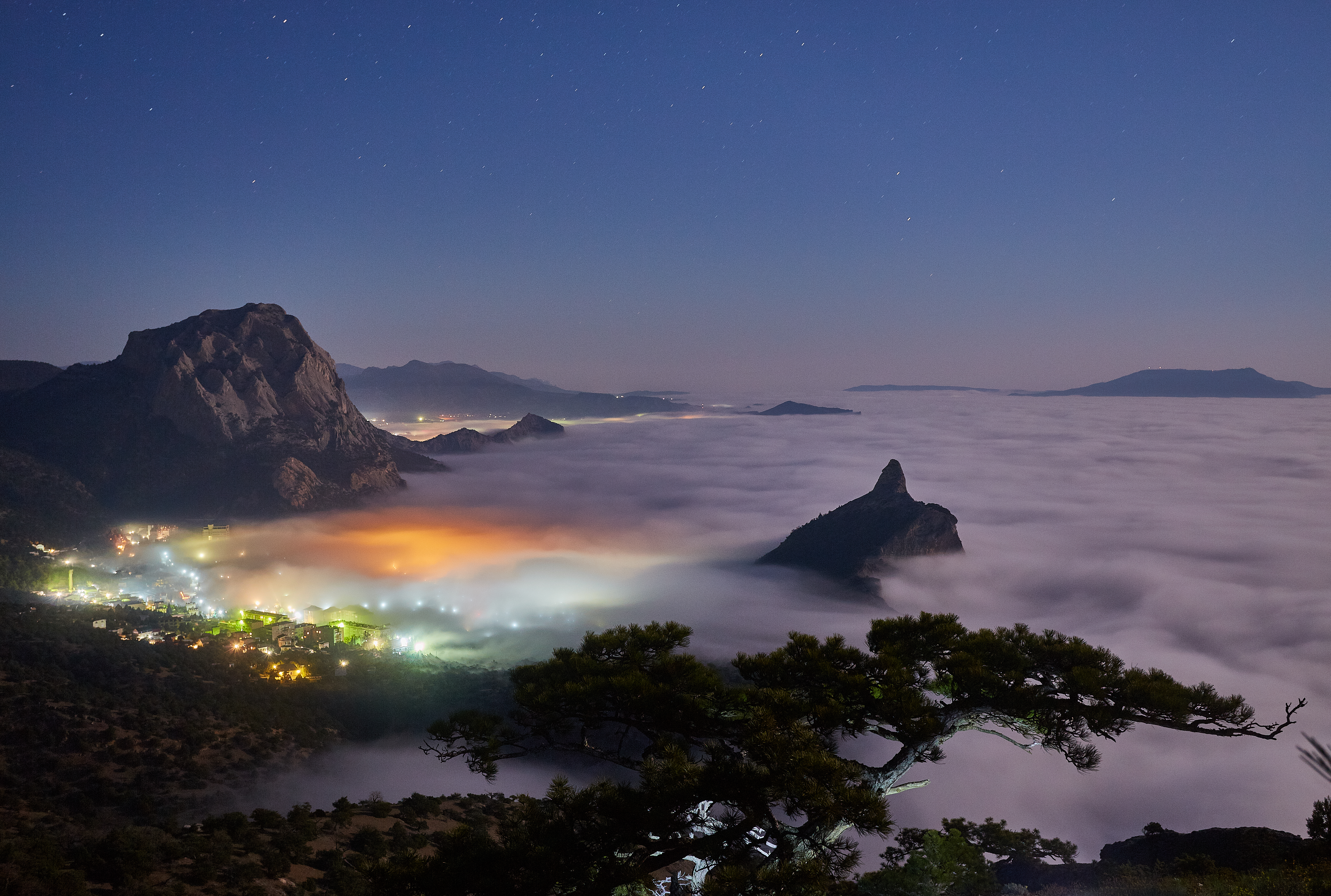
Гора Сокіл та мис Капчик, 2013 рік